# قائمة أكبر الشركات في إندونيسيا
تسرد هذه المقالة أكبر الشركات في إندونيسيا من حيث إيراداتها وصافي أرباحها وإجمالي أصولها، وفقًا لمجلات الأعمال الأمريكية فورتشن و فوربس.

## قائمة فورتشن لعام 2020
تعرض هذه القائمة جميع الشركات الإندونيسية في تصنيف فورتشن غلوبال 500، والذي يصنف أكبر الشركات في العالم من حيث الإيرادات السنوية، الأرقام الواردة أدناه معطاة بملايين الدولارات الأمريكية وهي خاصة بالسنة المالية 2018.  كما تم إدراج موقع المقر الرئيسي وصافي الربح وعدد الموظفين في جميع أنحاء العالم وقطاع الصناعة لكل شركة.
| الترتيب على إندونيسيا | ترتيب فورتشن 500 | اسم      | صناعة        | إيراد (بملايين) | ربح (بملايين) | الموظفين | مقر    |
| --------------------- | ---------------- | -------- | ------------ | --------------- | ------------- | -------- | ------ |
| 1                     | 175              | برتامينا | النفط والغاز | 57933           | 2,527         | 31,569   | جاكرتا |

توجد شركة إندونيسية واحدة في تصنيف 2020 لفورتشن.

## قائمة فوربس 2020
تستند هذه القائمة إلى فوربس غلوبال 2000،  الذي يصنف 2000 شركة عامة في العالم، وتأخذ قائمة فوربس في الاعتبار العديد من العوامل بما في ذلك الإيرادات وصافي الربح وإجمالي الأصول والقيمة السوقية لكل شركة؛ ويتم إعطاء كل عامل مرتبة مرجحة من حيث الأهمية عند النظر في الترتيب العام، يسرد الجدول أدناه أيضًا موقع المقر الرئيسي وقطاع الصناعة لكل شركة، و الأرقام بمليارات الدولارات الأمريكية وهي ترجع للسنة المالية 2018، جميع الشركات الست الإندونيسية في فوربس غلوبال 2000 مدرجة بالأسفل. 
| الترتيب على إندونيسيا | ترتيب فوربس 2000 | اسم                           | مقر     | إيراد (مليارات) | ربح (مليارات) | أصول (مليارات) | القيمة (مليارات) | صناعة            |
| --------------------- | ---------------- | ----------------------------- | ------- | --------------- | ------------- | -------------- | ---------------- | ---------------- |
| 1                     | 243              | شركة التعدين في منجم جراسبيرج | جاكرتا  | 43,6            | 29.4          | 189.3          | 294              | التعدين          |
| 2                     | 481              | بنك المنديري [الإنجليزية]     | جاكرتا  | 8.0             | 1.8           | 83.6           | 25.9             | الخدمات المصرفية |
| 3                     | 553              | بنك آسيا الوسطى               | جاكرتا  | 5.2             | 1.8           | 57.4           | 49.4             | الخدمات المصرفية |
| 4                     | 747              | تيلكوم إندونيسيا [الإنجليزية] | باندونغ | 9.4             | 1.3           | 13.8           | 27.2             | اتصالات          |
| 5                     | 835              | بنك نيجارا إندونيسيا          | جاكرتا  | 4.9             | 1.1           | 56.2           | 13.1             | الخدمات المصرفية |
| 6                     | 1448             | جوادنج جارام [الإنجليزية]     | جاكرتا  | 6.7             | 0.5           | 4.8            | 10.8             | التبغ            |